# 冰原公路
冰原公路（英語：Icefields Parkway），也称为93号公路，是加拿大艾伯塔省的一条公路，沿途风景秀美。它与北美洲大陆分水岭平行，穿越崎岖的落基山脉。它穿过班夫国家公园和贾斯珀国家公园，将路易斯湖和贾斯珀连接在一起。如今，93号公路与1号公路在路易斯湖和卡斯尔山重合，之后进入不列颠哥伦比亚的库特尼国家公园。
公路总长为232公里，于1940年完成。公路名字来源于途中壮观的冰原，包括哥伦比亚冰原等。
夏季公路交通非常繁忙，7月和8月流量可以达到每月10万。公路主要是双车道，在设计时已经尽量避免陡坡和急转弯，但是司机还是得小心野生动物的出没，骑自行车的游客以及停在路旁的车辆。恶劣天气也是需要关注的因素，尤其是在冬季。

## 路线
从路易斯湖开始，冰原公路经过以下景点：
- 鸦爪冰川
- 弓湖和沛托湖
- 米斯塔亚河
- 萨斯喀彻温口
- 哥伦比亚冰原 （阿萨巴斯卡冰川）
- 冰原中心
- 阿萨巴斯卡瀑布
- 森瓦普塔河和森瓦普塔瀑布